# John Sheppard
John Sheppard és un personatge de ficció de la sèrie Stargate Atlantis, interpretat per l'actor Joe Flanigan.

## Història
John Sheppard és un militar i un pilot experimentat de les Forces Aèries Americanes, encara que la seus reputació fou tacada quan va desobeir una ordre directa en Afganistan, en un intent frustrat de salvar a uns mecànics. Com a pilot, ha volat amb tota mena d'aparells, sobretot helicòpters(AH-1 Cobra, AH-64 Apache, OH-58 Kiowa, UH-60 Blackhawk). Ell va sol·licitar un lloc en l'estació McMurdo quan li van assignar la tasca de transportar al General Jack O'Neill a la base d'investigació que havia sigut establerta en la base dels Antics. Allí va descobrir que tenia el gen ATA (factor genètic que permet activar tecnologia dels Antics) i que li permetia utilitzar tecnologia amb gran facilitat. Després d'alguns dubtes, va ser incorporat a l'expedició a Atlantis, encara que el Coronel Marshall Summer va deixar clar que ell no estava satisfet amb la implicació de Sheppard en la missió.